# Cherish
Cherish a fost al treilea single al Madonnei de pe al patrulea album de studio, Like a Prayer, fiind lansat pe 1 august 1989 de Sire Records. A fost inclus și pe compilația de hituri din 1990, The Immaculate Collection.

## Recepția

### Performanța în clasamente
Discul single s-a clasat pe locul 2 în Billboard Hot 100, oferindu-i Madonnei al 16-lea hit consecutiv de top 5, un record ce-i aparține și astăzi.

## Premii și recunoașteri
| Anul | Ceremonia          | Premiul                                                             | Rezultatul |
| ---- | ------------------ | ------------------------------------------------------------------- | ---------- |
| 2007 | Associated Content | 20 Best Love Songs: From Dolly Parton to The Beatles to Def Leppard | Locul 8    |